# Gare d'Hesselby
La gare d’Hesselby (suédois : Hesselby station) est une gare ferroviaire suédoise, située dans la commune de Gotland. La gare fait désormais partie du musée ferroviaire  Gotlands Hesselby Jernväg (sv).

## Histoire
La gare ouvre en 1902 avec l’ouverture de la ligne du chemin de fer. Le chemin de fer "Gotlands Hesselby" ferme en 1953; après la fermeture de la ligne, le bâtiment sert d'abord comme un bureau de poste et ensuite comme station d’autobus jusqu’en 1958. L’ Association ferroviaire du Gotland a repris la gare et les autres bâtiments ferroviaires en 1972. Après d'importants travaux de restauration, la gare rouvre en 1974 comme un musée de chemin de fer .
Les travaux de restaurations remettent la gare aux couleurs extérieures originaux, soit le rose clair et le jaune-blanc sur la languette et rainure des boiseries, les détails de menuiserie et les fenêtres en rouge carmin[pas clair]. Le toit en métal sertis a aussi été restauré. Nous notons aussi les détails de menuiserie, concentrés dans les conseils finaux. Le bâtiment est en style d'architecture des maisons de pain d'épices (qui était en vogue autour de 1900).